# Elba Escobar
Elba Rodríguez Escobar (Caracas, 14 de noviembre de 1954), es una actriz, presentadora de televisión, cantante, escritora y locutora venezolana.

## Biografía
Elba Rodríguez Escobar nació en Caracas Venezuela. Después de aprobar la escuela secundaria, Elba entró en el Instituto Pedagógico de Caracas con la firme intención de graduarse de profesora de Física y Matemáticas. Sin embargo, tomó el teatro como una materia optativa y cuando hizo su primer papel (interpretando a una viejita) se dio cuenta de que era una actriz innata.
En 1977, Elba audiciona y queda seleccionada para El jardín de los cerezos de Antón Chéjov; su primera obra de teatro profesional y es allí cuando decide abandonar su carrera científica. Isaac Chocrón fue su padrino profesional durante los primeros años. Junto a él y otros talentos, formó parte de una organización de teatro llamada “Nuevo Grupo”, siendo ese el comienzo de la actriz dentro del escenario. 
En la adolescencia perteneció al partido Movimiento Electoral del Pueblo (MEP) para poder ser delegada de curso y, por otra parte, también asistía a los mítines políticos del Movimiento Al Socialismo (MAS) apoyando la campaña presidencial de Teodoro Petkoff en 1983.
En 1978 realiza su debut en la televisión, pero no hasta la década de los 80 cuando se destaca en telenovelas como Emilia de Venevisión, Amada mía o Bienvenida Esperanza de RCTV. En 1984 realiza su primer film llamado, La Casa de Agua, a partir de allí participa en una notable cantidad de películas, además, se inició en el canto durante un espectáculo de boleros. En 1987 se llevó el premio Nacional del Artista y nuevamente el de Meridiano de Oro.
En 1990 ingresa a la productora independiente Marte Televisión, participando en notables éxitos como Emperatriz y Divina obsesión. En 1995 se afianza en Venevisión, donde desarrollaría el resto de carrera en los dramáticos, destacandose en telenovelas como  Pecado de amor, Contra viento y marea y El país de las mujeres.
A partir del 2000 en adelante se encuentran Amantes de luna llena, Cosita rica, Se solicita príncipe azul, Voltea pa' que te enamores o ¿Vieja yo?. Entre 1999 a 2001 también anima el talk show Qué Mujeres.
Elba igualmente ha tenido el privilegio de participar en radio con dos programas que han obtenido gran sintonía por parte del público. En 1998 a 1999 en la emisora 1380 AM con “Reconciliación” y en el 2004 a 2006 el espacio radial “Elba en Onda” transmitido en la 107.9 FM.
En el año 2006 le otorgaron el premio como mejor actriz en a lo mejor de la industria en televisión española en Miami y, en 2007, fue una de las actrices seleccionadas para ser homenajeada dentro del Festival del Cine Venezolano (que se lleva a cabo cada año en la ciudad de Mérida), por sus incontables trabajos hechos dentro de este mundo; a la par que celebró sus treinta años de carrera artística con su obra Una noche de boleros. 
Tras casi más de 10 años sin actuar en la televisión venezolana, en mayo de 2023 se integra a la serie Dramáticas, una producción de Hispanomedios en conjunto con Venevisión.

### Vida privada
Desde 2020 reside en Puerto Rico, ocasionalmente viajando entre Venezuela y Miami. Es madre de un hijo.

## Carrera

### Televisión

#### Telenovelas
| Año       | Título                        | Productora               | Personaje/Nota             |
| --------- | ----------------------------- | ------------------------ | -------------------------- |
| 2024      | Sed de venganza               | Telemundo                | Manuela                    |
| 2023      | Dramáticas                    | Hispanomedios/Venevisión | Constanza                  |
| 2012      | Válgame Dios                  | Venevisión               | La bruja del maleficio     |
| 2010-2011 | La mujer perfecta             | Venevisión               | Estrella Valdés            |
| 2009-2010 | La vida entera                | Venevisión               | Cordelia Mata              |
| 2008-2009 | ¿Vieja yo?                    | Venevisión               |                            |
| 2006-2007 | Voltea pa' que te enamores    | Venevisión               | Eglee Malavé de García     |
| 2005-2006 | Se solicita príncipe azul     | Venevisión               | Librada                    |
| 2003-2004 | Cosita rica                   | Venevisión               | Concordia Pérez            |
| 2000-2001 | Amantes de luna llena         | Venevisión               | Lucrecia Rigores           |
| 1999-2000 | Toda mujer                    | Venevisión               | Margot Castillo            |
| 1998-1999 | El país de las mujeres        | Venevisión               | Catalina Marino de Falcón  |
| 1997      | Contra viento y marea         | Venevisión               | Mística Gamboa             |
| 1995-1997 | Pecado de amor                | Venevisión               | Marisela de Álamo          |
| 1995      | Amores de fin de siglo        | RCTV                     | Victoria Montalbán         |
| 1993-1994 | El paseo de la gracia de Dios | Marte Televisión         | Concepción Quijano         |
| 1992-1993 | Divina obsesión               | Marte Televisión         | Marcia Dorantes            |
| 1992      | La loba herida                | Marte Televisión         | Franca Algarbe             |
| 1990-1991 | Emperatriz                    | Marte Televisión         | Estela "La Gata" Barroso   |
| 1988      | Sueño contigo                 | Venevisión               | Livia Noriega              |
| 1987      | Inmensamente tuya             | Venevisión               | Esperanza Cienfuentes      |
| 1986      | Viernes negro                 | Venezolana de Televisión |                            |
| 1983      | Bienvenida Esperanza          | RCTV                     | Zoraida Veracruz de García |
| 1983      | Chao, Cristina                | RCTV                     |                            |
| 1982      | Jugando a vivir               | RCTV                     | Miriam                     |
| 1982      | ¿Qué pasó con Jacqueline?     | RCTV                     |                            |
| 1981-1982 | Amada mía                     | RCTV                     |                            |
| 1981      | Luz Marina                    | RCTV                     |                            |
| 1980-1981 | Mi mejor amiga                | Venevisión               | Milena Ricardo             |
| 1980      | Tres destinos                 | Venevisión               |                            |
| 1980      | Buenos días, Isabel           | Venevisión               | Maritza                    |
| 1979-1980 | Emilia                        | Venevisión               | Elba                       |
| 1979      | El despertar                  | Venevisión               | Manuelita Rivas Palacios   |
| 1979      | Rosángela                     | Venevisión               | Olivia                     |

#### Series
| Año       | Título                          | Productora               | Personaje       | Notas                    |
| --------- | ------------------------------- | ------------------------ | --------------- | ------------------------ |
| 2017-2024 | Lost Memories                   |                          | Abuelita Gloria | Participación en 3 temp. |
| 1986      | Residencias 33                  | RCTV                     |                 |                          |
| 1984      | Ciclo de Oro de Rómulo Gallegos | RCTV                     |                 |                          |
| 1982      | Mosquita mierta                 | RCTV                     |                 |                          |
| 1978      | Teleteatro                      | Venezolana de Televisión |                 |                          |
| 1977      | Mariela                         | Venezolana de Televisión |                 |                          |

#### Animación
| Año       | Programa           | Productora    | Rol                 |
| --------- | ------------------ | ------------- | ------------------- |
| 2023      | Rostros de un país | Hispanomedios | Animadora principal |
| 2001-2003 | ¡Qué Mujeres!      | Venevisión    | Animadora principal |

### Cine

#### Largometraje
| Año  | Título                                                 | Personaje                       |
| ---- | ------------------------------------------------------ | ------------------------------- |
| 2020 | Daydream                                               | Clara                           |
| 2016 | Extra Terrestres                                       | Genoveva Sotomayor              |
| 2014 | Las caras del diablo II                                | Amanda                          |
| 2014 | Dos de trébol                                          | Tita                            |
| 2013 | Liz en septiembre                                      | Margot                          |
| 2012 | Azul y no tan rosa                                     | Rocío                           |
| 2009 | Un lugar lejano                                        | Doméstica                       |
| 2008 | El enemigo                                             | Nora                            |
| 2006 | Maroa                                                  | Brígida                         |
| 2005 | Secuestro Express                                      | Cajera de la farmacia           |
| 2005 | 1888, el extraordinario viaje de la Santa Isabel       | Honorine Verne                  |
| 2001 | La pluma del arcángel                                  | Márgara                         |
| 2000 | Borrón y cuenta nueva                                  | Anita                           |
| 1998 | Amaneció de golpe                                      | Dolores                         |
| 1997 | Pandemonium                                            |                                 |
| 1997 | Salserín, la primera vez                               |                                 |
| 1996 | La Virgen de Coromoto                                  | Película de Venevisión          |
| 1992 | Golpes a mi puerta                                     | Úrsula                          |
| 1992 | El misterio de los ojos escarlata                      |                                 |
| 1987 | Unas son de amor...                                    |                                 |
| 1987 | No hace falta decirlo                                  |                                 |
| 1987 | Los años del miedo                                     |                                 |
| 1986 | De mujer a mujer                                       | Elsa                            |
| 1986 | De cómo Anita Camacho quiso levantarse a Marino Méndez | Anita Camacho                   |
| 1985 | Macho y hembra                                         | Ana                             |
| 1985 | El visitante de la noche                               | Película de RCTV                |
| 1984 | Coctel de camarones (en el día de la secretaria)       |                                 |
| 1984 | Homicidio culposo                                      | Alicia Josefina Rodríguez Bello |
| 1984 | La casa de agua                                        | Ana Dolores                     |

#### Cortometraje
| Año  | Título                                                  | Personaje     |
| ---- | ------------------------------------------------------- | ------------- |
| 2020 | Daydream                                                | Clara         |
| 2007 | El café de Lupe                                         | Lupe          |
| 1998 | Fosa Común                                              | Elena         |
| 1997 | Más vale tarde                                          |               |
| 1990 | Al calor de una nevera descompuesta                     |               |
| 1989 | Y no se casaron y no tuvieron hijos y no fueron felices | La prostituta |
| 1988 | Ese es el rostro de mi amor                             |               |
| 1987 | Gabriela                                                |               |

### Teatro
- El jardín de los cerezos (1977)
- Unas manos para el General (1977)
- Historias para ser contadas (1978)
- La noche de San Juan (1978)
- Mónica y el Florentino (1979)
- La bicicleta voladora (1979)
- Las amargas lágrimas de Petra von Kant (1980)
- La máxima felicidad (1981)
- La tercera mujer (1982)
- Una noche oriental (1983)
- Juego a la hora de la siesta (1984)
- Perséfone de poesía (1984)
- Exilados (1985)
- El americano ilustrado (1986)
- Casas muertas (1991)
- Gotas de color en un espejo de agua (1991)
- Encuentro en el parque tenebroso (1991)
- Pequeño negocio de familia (1991)
- Oficina Nº 1 (1992)
- Medianoche en video 1/5 (1995)
- ¡A bailar con Billo! (1995)
- Reina Pepiada (1996)
- Acto cultural (1997)
- La mujer de espaldas (1998)
- El último minotauro(1999)
- La tragedia de Clitemnestra (2000)
- Mata, que Dios perdona (2001)
- Los monólogos de la vagina (2001)
- Ambas tres (2001-2002)
- Mujer, pasión y bolero (2002)
- Palabras encadenadas (2003)
- Un milagro en Nochebuena (2004)
- Afrodita (2004-2005)
- Las criadas (2005)
- El Mundo de Oz (2006)
- La duda (2007)
- Una noche de boleros (2007)
- Gregor Mac Gregor (2008)
- Mi marido es un cornudo (2009-2010)
- Ni doña, ni doñita (2010)
- Glorious (2012-2013)
- 400 sacos de arena (2014)
- Yo sí soy arrecha (2016)
- Venezolanos desesperados (2017)
- Disneyzuela (2018)
- Este cuerpo que no me deja (2019)
- Relatos borrachos (2021)
- Las Aventuras de Juan Planchard (2023)

### Escritora

#### Libros
- Reconciliándome con mi Afrodita (2004, Editorial Alfadil)
- Ni doña, ni doñita (2010, Ediciones B.)
- Este cuerpo que no me deja (2019, edición libre)

#### Stand Up Comedy
- Ni doña, ni doñita (2010)
- Este Cuerpo que no me deja (2019)

#### Prensa
- Columnista de la revista "Sexo Sentido" (Bloque de Armas).

### Guionista
- La vida entera (2008-2009, Venevisión; junto con Leonardo Padrón)
- Un esposo para Estela (2009-2010, Venevisión; junto con Elio Palencia, Jorge Guzmán y Camilo Hernández)

### Radio
- Elba en Onda.[11]
- ¿Qué tiene ella que no tenga yo? (junto a Mimí Lazo).[12][13]